# Regalt pastorat
Regalt pastorat var ett pastorat där en monark utnämnde en pastor utan att behöva ta hänsyn till något lokalt prästval.

## Sverige
I Sverige innebar regala pastorat inom Svenska kyrkan att konungen (Kungl. Maj:t) kunde utse kyrkoherden där. Denna frihet för monarken skilde de regala pastoraten från de konsistoriella och patronella pastoraten. Systemet med regala pastorat avskaffades genom 1910 års prästvallag. Dock berördes inte de regalt-patronella pastoraten, vilka 1915 uppgick till fyra stycken.
Antalet regala pastorat steg kraftigt under Karl XI (det kungliga enväldet), särskilt i de då nyerövrade provinserna som hade andra regler dessförinnan, samt i samband med Karl XI:s reduktioner, men minskade igen 1722. Efter 1739 väcktes inte förslaget om tillsättningen av kyrkoherde i de regala pastoraten av monarken själv. Därefter tillsattes kyrkoherden i de regala pastoraten genom att domkapitlet fick utse tre kandidater, som fick provpredika (det så kallade bondprovet), varefter val genomfördes av församlingen. Valresultatet sändes därefter vidare till Kungl. Maj:t som hade formell beslutsrätt och även lagligt sett kunde välja bland extra sökande som ansökt direkt hos Kungl. Maj:ts kansli. Kungl. Maj:t var inte bunden att utse den som fått flest röster.
Både konsistoriella och regala församlingar hade rätt att kalla en fjärde provpredikant, om de ville det, enligt en lag om "tillsättning af prester" av den 26 oktober 1883.
I § 30 i 1809 års regeringsform blev förhållandena för tillsättning av kyrkoherde i regala och konsistoriella pastorat grundlagsreglerade ("i regala pastorater" och "konsistoriella gäll").

## Finland
I storfurstendömet Finland kallades motsvarigheten imperiella pastorat (av latin: imperator), eftersom Finlands storfurste då samtidigt var Rysslands kejsare.